# Halkionkivi
Halkionkivi är ett flyttblock och troligen gränsmärke i Finland. Det ligger på gränsen mellan kommunerna Pälkäne och Tavastehus i landskapen Birkaland och Egentliga Tavastland, i den södra delen av landet, 130 km norr om huvudstaden Helsingforspå en liten udde i sjön Kukkia. Gränsen går genom udden i nordnordvästlig riktning för att bilda en vass vinkel i den smala kil av Tavastehus som går ut i sjön Kukkia. I denna kil är detta märke det nordligaste på land.